# 哈拉河
哈拉河是蒙古国中北部的一条河流。它始于松格諾格爾河（Sögnögör）和曼达勒河的合流处，其发源地位于中央省的巴特苏木贝尔县中部附近。然后继续大致向西北方向穿过色楞格省。在最后一段，它成为达尔汗乌拉省和色楞格省省界，沿着达尔汗乌拉省省界流经洪戈尔县、达尔汗市、鄂尔浑县，最后在该省西北方的鄂尔浑县汇入鄂尔浑河。